# Nawalparasi District
Nawalparasi District er et af Nepals 75 administrative og politiske regioner, betegnet distrikter (lokalt betegnet district, zilla, jilla el. जिल्ला). Nawalparasi er et distrikt i lavlandet Terai, som ligger i Lumbini Zone i Western Development Region.
Nawalparasi areal er 2.162 km² og der boede ved folketællingen 2001 i alt 562.870 og i 2007 628.726 i distriktet. Distriktets politiske organ District Development Committee er sammensat gennem indirekte valg, med repræsentation fra hver af de 9-17 administrative enheder ilakaer, hvert distrikt er opdelt i. 
Nawalparasi District er endvidere opdelt i 74 udviklingskommuner (lokalt navn: Gaun Bikas Samiti (G.B.S.) el. Village Development Committee (VDC)), hvoraf byer med over 10.000 indbyggere kategoriseres som købstæder (municipalities). 
Nawalparasi District er udviklingsmæssigt – gennem anvendelse af FN og UNDP's Human Development Index – kategoriseret som nr. 25 ud af Nepals 75 distrikter.

## Eksterne links
- Kort over Nawalparasi District
- Nawalparasi District sundhedsprofil – fra FN-Nepal (på engelsk) Arkiveret 27. september 2007 hos  Wayback Machine

27°32′N 83°40′Ø / 27.53°N 83.67°Ø